# Batanyé
Batanyé ou Batanje (en macédonien Батање) est un village de l'est de la Macédoine du Nord, situé dans la municipalité de Karbintsi. Le village comptait 2 habitants en 2002.

## Démographie
Lors du recensement de 2002, le village comptait :
- Macédoniens : 1
- Serbes : 1